# Валя-де-Жос
Валя-де-Жос (рум. Valea de Jos) — село у повіті Біхор в Румунії. Входить до складу комуни Рієнь.
Село розташоване на відстані 368 км на північний захід від Бухареста, 70 км на південний схід від Ораді, 87 км на захід від Клуж-Напоки, 132 км на північний схід від Тімішоари.

## Населення
За даними перепису населення 2002 року у селі проживали 623 особи.
Національний склад населення села:
| Національність | Кількість осіб | Відсоток |
| -------------- | -------------- | -------- |
| румуни         | 561            | 90,0%    |
| цигани         | 60             | 9,6%     |

Рідною мовою назвали:
| Мова      | Кількість осіб | Відсоток |
| --------- | -------------- | -------- |
| румунська | 561            | 90,0%    |
| циганська | 60             | 9,6%     |